# 고전적 카이퍼대 천체
고전적 카이퍼대 천체(Classical Kuiper belt object)는 큐비원족(QB1族, Cubewano)라고도 불리며 해왕성 바깥 궤도를 도는 카이퍼대 천체로, 해왕성의 궤도공명 효과를 받지 않는 천체를 말한다. 긴 반지름이 40~50AU로, 명왕성과 달리 해왕성의 궤도를 가로지르지 않는다.
큐비원족이라는 이름은 명왕성과 카론을 제외하고는 처음 발견된 해왕성 바깥 천체인 (15760) 1992 QB1의 이름에서 왔다.

## 주요 천체
고전적 카이퍼대 천체(큐비원족)에 속하는 천체 중 주요 천체는
- 15760 알비온(46.5AU)
- 마케마케(52.8AU) - 큐비원족 천체 중 가장 크며, 해왕성 바깥 천체 중에서도 큰 편이다.
- 하우메아(51.5AU) - 긴 타원형 모양이 특징이며, 빠르게 공전하는 두 개의 위성이 있다.
- 50000 콰오아(45.1AU), 20000 바루나(49AU), 발견 당시에는 가장 큰 해왕성 바깥 천체였다.
- 2002 TX300, 55565 아야, 2002 UX25

## 고전적 카이퍼대 천체의 목록
고전적 카이퍼대 천체에 분류된 이름이 붙지않은 천체들의 목록이다. 2014년 이후, 약 473개의 천체가  근일점(q) > 40 (AU) 과 원일점(Q) < 48 (AU)으로 존재한다.
- 15760 알비온(46.5AU)
- 1993 RP
- 1995 GJ
- 1998 WW31
- 20000 바루나(49AU)
- 2001 QW322

카이퍼대 천체의 크기비교. 윗줄부터 달, 트리톤(참고)명왕성, 에리스, 카론, 공공, 하우메아, 마케마케, 콰오아,세드나, 세레스, 오르쿠스,익시온, 2002UX25, 바루나, 아야, 카오스, 2002TC302, 1996TL66

- (307261) 2002 MS4
- (307616) 2003 QW90
- (444030) 2004 NT33
- (308193) 2005 CB79
- 2010 RE64
- 2014 MU69
- (119951) 2002 KX14
- (120178) 2003 OP32
- 120347 살라시아
- (144897) 2004 UX10
- (145452) 2005 RN43
- (145453) 2005 RR43
- 148780 알트지라
- (15807) 1994 GV9
- (16684) 1994 JQ1
- 174567 바르다
- (19255) 1994 VK8
- 19521 카오스
- (202421) 2005 UQ513
- (24835) 1995 SM55
- (24978) 1998 HJ151
- (278361) 2007 JJ43
- (33001) 1997 CU29
- 50000 콰오아
- (52747) 1998 HM151
- 53311 듀칼리온
- 55565 아야
- (55636) 2002 TX300
- (55637) 2002 UX25
- 58534 로고스
- 66652 보라시시
- (69987) 1998 WA25
- (79360) 1997 CS29
- (79983) 1999 DF9
- (85627) 1998 HP151
- (85633) 1998 KR65
- (86047) 1999 OY3
- 88611 테하론히아와코
- (90568) 2004 GV9

## 같이 보기
- 카이퍼대
- 오르트 구름